# Млех
Млех (арм. Մլեհ; до 1120 — 15 мая 1175, Сис) — армянский князь из династии Рубенидов, седьмой по счету правитель Киликийского армянского царства.

## Биография
Млех ориентировочно родился до 1120 года. Являлся сыном погибшего в плену византийцев Левона I-го, и братом шестого правителя Киликии Тороса II-го. После смерти последнего, трон должен был унаследовать его несовершеннолетний сын Рубен II. Однако Млех, узурпировав права законного наследника, заставил признать себя наследником своего брата. Буквально сразу, после кончины своего тестя Тороса князь Хетум III расторгнул брак, заключённый в своё время для скрепления перемирия между двумя династиями. Сразу после этого Млех безуспешно пытался штурмом взять родовой замок Хетумидов — Ламброн. Так и не заставив покориться Хетумидов, Млех, стремясь обеспечить независимость Киликии, полностью изменил направление во внешней политике. Желая полной независимости, стремясь оградить Киликию от влияния и посягательств греков и латинян, Млех пошёл на рискованный шаг, заключив союз с мусульманским правителем Нур ад-Дином. Перенеся столицу в Сис, Млех с помощью нового союзника отражает нападение франков и, разбив византийскую армию, изгоняет тех из равнинной Киликии. Год спустя, в 1175 году в результате заговора армянских князей Млех был убит.

## Оценка деятельности
Оценка деятельности Млеха неоднозначна. Арабские историки того времени хвалят политику Млеха, но христианские, в частности армянские историки, резко критикуют его за союз с мусульманским правителем, ошибочно обвиняя армянского князя в вероотступничестве, они умышленно обделяют вниманием деятельность армянского князя, описывая только его жестокость. Он настоял на том, чтобы католикосом был избран Григорий Отрок (Тга). Греческие и латинские авторы называли Млеха «сарацином» и «ренегатом». Ненависть авторов объясняется жесткой позицией армянского князя по отношению к ним. Стремясь сделать свои владения как можно более независимыми, Млех изгнал тамплиеров из их владений на юге Аманского хребта, а также не допускал прохода иноземных армий через свои территории. В результате политики, проводимой армянским князем, латиняне предпочитали проходить его территории стороной, через владения сельджуков.
В средневековых исламских хрониках существует информация, в которой эмир Сирии Нур ад-Дин называет Млеха эмиром (князем) армян и своим братом по вере (исламу), которого он будет поддерживать против ромеев (греков-византийцев) и франков (латинян).

## Семья
- Имя жены не известно, известно лишь то, что она была дочкой Васила из Каркара и являлась сестрой католикосу Григорию[1].
  - Внебрачный сын, Григор (? — 28/27 января 1209/1210)[1]